# U-Bahn Serfaus
| Streckenlänge: | 1,3 km           |                       |              |
| Stromsystem: | 950 Volt ~       |                       |              |
| Maximale Neigung: | 53,5 ‰           |                       |              |
| Minimaler Radius: | 300 m            |                       |              |
| Streckengeschwindigkeit: | 40 km/h          |                       |              |
| |                  |                       |              |
| Beförderungsleistung | 3.000 Personen/h |                       |              |
| \| \| 0,0 \| Parkplatz \| 1422 m ü. A. \| \| \| 0,5 \| Kirche \| 1424 m ü. A. \| \| \| 0,7 \| Zentrum (ehem. Raika) \| 1421 m ü. A. \| \| \| 1,3 \| Seilbahn \| 1441 m ü. A. \| |                  |                       |              |
| Haltepunkt / Haltestelle Streckenanfang (im Tunnel) | 0,0              | Parkplatz             | 1422 m ü. A. |
| Haltepunkt / Haltestelle (im Tunnel) | 0,5              | Kirche                | 1424 m ü. A. |
| Haltepunkt / Haltestelle (im Tunnel) | 0,7              | Zentrum (ehem. Raika) | 1421 m ü. A. |
| Haltepunkt / Haltestelle Streckenende (im Tunnel) | 1,3              | Seilbahn              | 1441 m ü. A. |

Die U-Bahn Serfaus (vormals: Dorfbahn Serfaus) ist eine fahrerlose seilgetriebene Luftkissenbahn in der österreichischen Gemeinde Serfaus. Sie gilt nach der türkischen Tünel als zweitkürzeste U-Bahn (obwohl beide keine U-Bahnen im herkömmlichen Sinn sind) und als höchstgelegene Luftkissenbahn der Welt. Die Bahn wird in die Kategorie der Peoplemover eingeordnet, weist aber einige Merkmale einer U-Bahn auf, etwa die Trennung vom Individualverkehr und die durchgehend in einem Tunnel verlaufende Strecke. Rechtlich betrachtet handelt es sich bei der U-Bahn Serfaus um eine Standseilbahn. Die U-Bahn wird von der Seilbahn Komperdell GmbH betrieben.

## Strecke
Die Bahn verkehrt unter der Dorfbahnstraße in einem Tunnel, dieser wurde in offener Bauweise errichtet. Sie verbindet den Parkplatz am talseitigen, östlichen Rand des Dorfes mit der Talstation der Seilbahnen und den Skiliften des Skigebiets Komperdell am bergseitigen, westlichen Rand des Dorfes. Die Streckenlänge beträgt 1,3 Kilometer, der kleinste Kurvenradius 300 Meter. Mit einer maximalen Neigung von 5,35 Prozent wird insgesamt ein Höhenunterschied von 20,1 Metern überwunden.

## Stationen

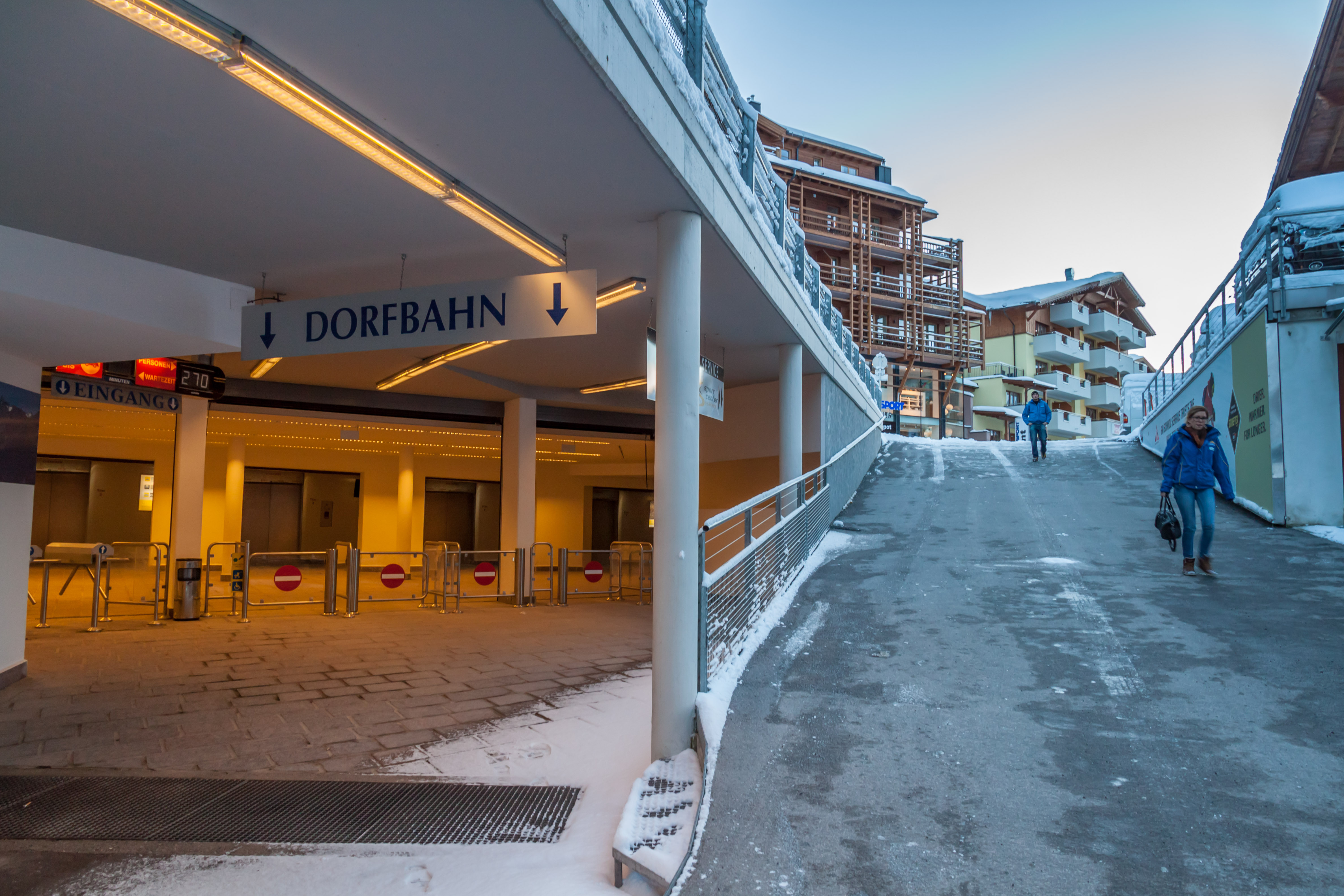
Station Seilbahn

Es gibt die vier barrierefreien und kinderwagentauglichen Haltestellen Parkplatz, Kirche, Zentrum (ehemals Raika) und Seilbahn. Zwischen Bahnsteig und Einstieg existieren aus Sicherheitsgründen zusätzliche Bahnsteigtüren. Die Station Seilbahn hat neun Türen, Parkplatz acht, Zentrum und Kirche jeweils sechs. Weil das Fahrzeug über neun Türen verfügt, öffnen die äußeren Türen bei letzteren Haltestellen nicht. Darauf weisen eine Anzeige über und Leuchtstreifen an jeder Tür mittels eines grün beziehungsweise rot leuchtenden Signals hin. Die Stationen wurden weiters mit unterschiedlichen Themen inszeniert; so thematisiert die Station Kirche die Kultur- und Tourismusgeschichte von Serfaus, Zentrum das Vereinsleben des Dorfes und Seilbahn die Seilbahntechnik sowie die Entwicklung der U-Bahn Serfaus.

## Betrieb
Die U-Bahn wird während der Winter- und Sommersaison zwischen 07:45 und 17:45 Uhr betrieben. Die Fahrzeit beträgt zwischen neun und elf Minuten. Dies ist in der Fahrtgeschwindigkeit und dem Fahrtprogramm begründet – die Zwischenstationen Zentrum und Kirche werden teilweise nur in der jeweiligen Hauptlastrichtung bedient, das heißt vormittags in Richtung Seilbahn, nachmittags in Richtung Parkplatz. In der Gegenrichtung fährt die Bahn jeweils ohne Halt durch. Im Sommer werden immer alle Stationen in beiden Richtungen angefahren. Zu besonderen Anlässen wird  die Bahn über die täglichen Öffnungszeiten hinaus betrieben. Die Fahrt ist kostenlos, im Durchschnitt werden jährlich 1,5 Millionen Fahrgäste befördert.

## Technik
Ein Synchronmotor mit 1,5 MW in der bergseitigen Endstation der Seilbahn treibt das 38 Millimeter starke Zugseil an. Dieses verläuft hinter der Führungsschiene, die in Bodennähe an der Tunnelwand befestigt ist. Die Bahn besitzt keine Schienen; stattdessen gleitet der Zug rund einen Zehntel Millimeter über dem Boden auf einem Luftkissenpolster. Drei Verdichter pro Wagen versorgen 82 Luftkissen mit einem Druck von 0,2 bar. Die elektrischen Anlagen der Kabinen wie Innenbeleuchtung, Kompressoren und Türantriebe werden durch eine Oberleitung versorgt. Diese ist an der Tunneldecke angebracht und führt 950 Volt Wechselstrom.

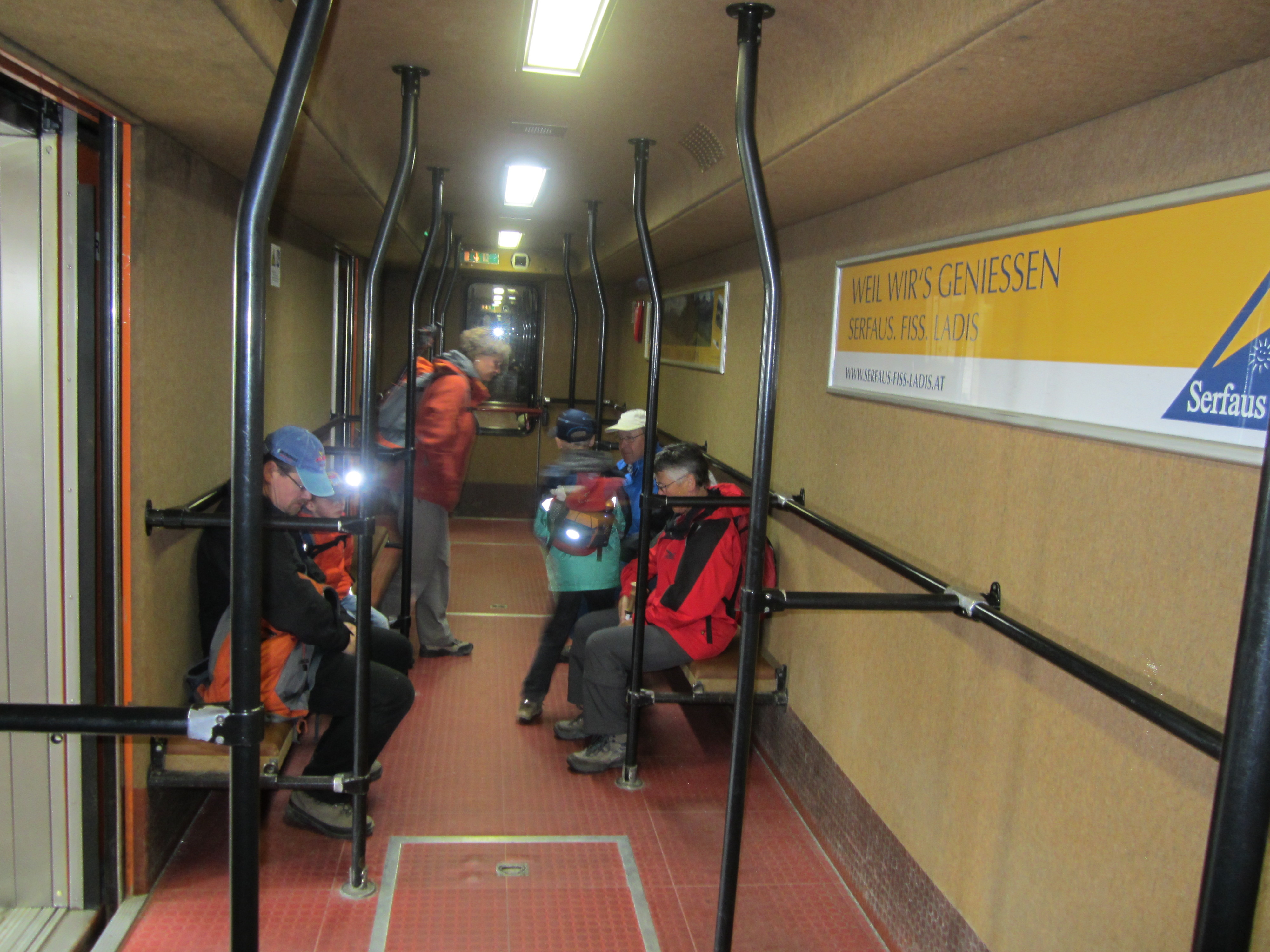
Innenraum des alten Zuges

Das Fahrzeug der U-Bahn besteht aus drei fest miteinander gekoppelten, über Faltenbälge durchgängigen Wagen mit je drei Einstiegen. Der Zug ist 45,2 Meter lang, 2,35 Meter breit und 3,19 Meter hoch. Das maximale Fassungsvermögen beträgt 440 Personen. In den Stationen sind die Bahnsteige durch eine Zwischenwand vom eigentlichen Tunnel getrennt und mit Bahnsteigtüren versehen. Diese öffnen und schließen gleichzeitig mit den Kabinentüren. Der vollautomatische Betrieb wird von der Betriebsleitstelle in der Station Seilbahn aus kontrolliert. Die Höchstgeschwindigkeit beträgt 40 km/h, pro Stunde können maximal 3.000 Personen befördert werden. Die Antriebsnennleistung beträgt dabei 1,5 Megawatt, der Leistungsbedarf des Fahrzeugs bei Volllast 51 Kilowatt. Die Fahrbetriebsmittel wurden von der Firma Sigma Composite gebaut, während die neue Seilbahntechnik der U-Bahn von der Leitner GmbH stammt.

## Geschichte

### Vorgeschichte
Weil zu viele Menschen dazu tendierten, mit ihrem privaten Kfz auch den letzten Kilometer zum Zwischenziel, den Bergbahntalstationen, vorzufahren, obwohl die Serfauser Dorfstraße eine Sackgasse ist, kam es vor allem während der Wintersaison immer wieder zu Autostaus, die die Lebensqualität für Einwohner und Touristen stark beeinträchtigten. 1970 beschloss der Gemeinderat daher, die Dorfstraße für den motorisierten Individualverkehr zu sperren und am Dorfeingang einen großen Parkplatz zu errichten. Die Skitouristen wurden fortan mit Omnibussen befördert. Aufgrund der ständig wachsenden Zahl von Touristen stießen diese „Skibusse“ jedoch bald an ihre Kapazitätsgrenzen.

### Dorfbahn Serfaus
1983 erhielt das Ingenieurbüro Lässer-Feizlmayr (ILF) aus Innsbruck den Auftrag, ein alternatives Beförderungskonzept auszuarbeiten. Vorgeschlagen wurde eine unterirdische Luftkissenschwebebahn vom Parkplatz zur Talstation der Bergbahnen. Im Dezember 1983 genehmigte der Gemeinderat das Projekt, die Bauarbeiten begannen im Juli 1984. Am 14. Dezember 1985 erfolgte die Inbetriebnahme der (damals so bezeichneten) Dorfbahn Serfaus. Die offizielle Eröffnung fand am 16. Jänner 1986 statt.

### Umbau, U-Bahn Serfaus

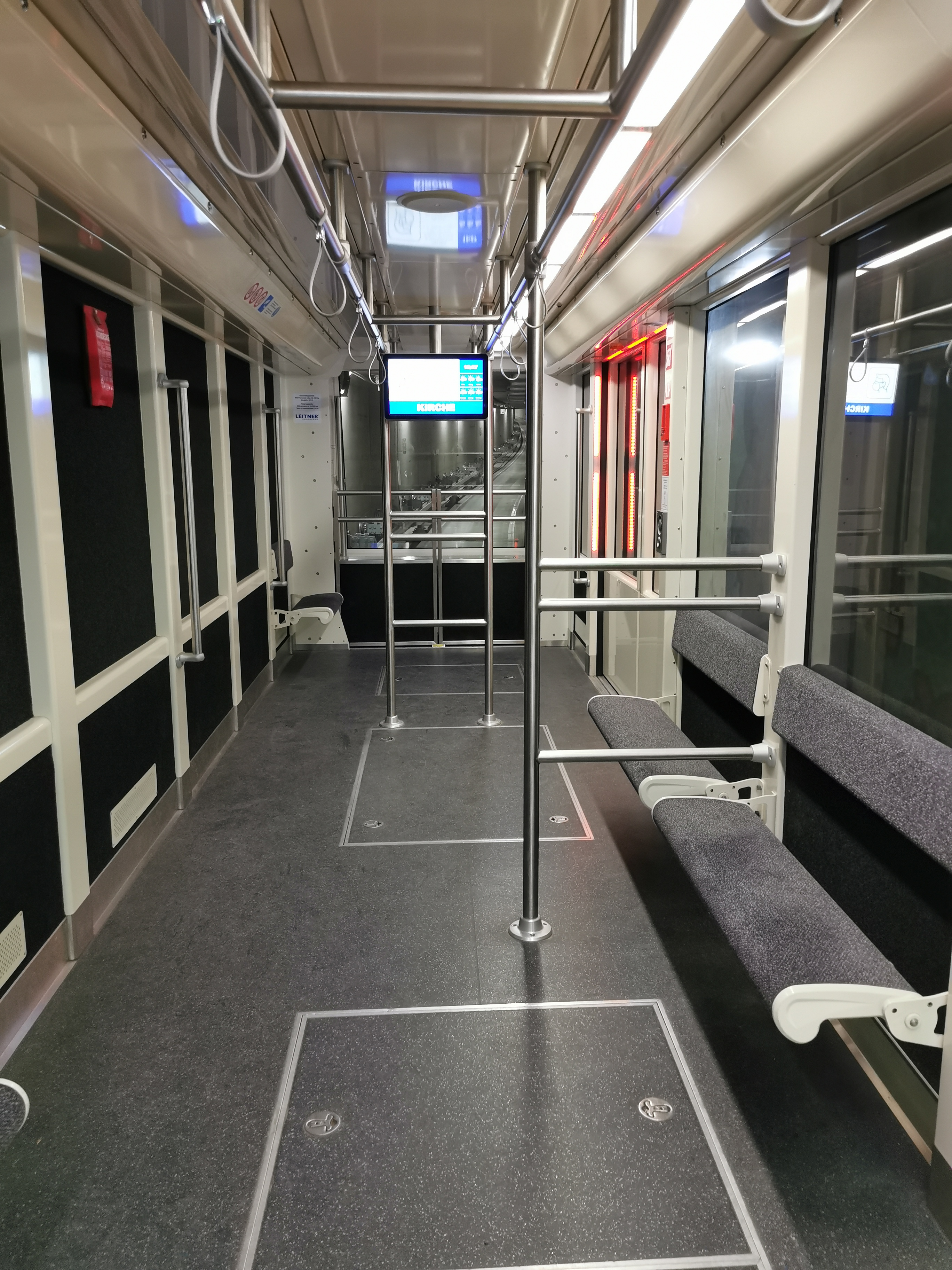
Innenraum des Zuges Sommer 2021

Bereits im Jahre 2007 entwickelte sich eine Diskussion, dass die U-Bahn Serfaus modernisiert werden müsse, um dem wachsenden Besucherstrom gerecht zu werden und neuen technischen Auflagen zu genügen. Pläne zur Erneuerung beziehungsweise Renovierung der U-Bahn Serfaus wurden am 17. Oktober 2016 der Öffentlichkeit vorgestellt.
Am 24. April 2017 erfolgte an der Station Kirche der Spatenstich zur ersten Bauphase der Sanierung.  Im Laufe der insgesamt drei Bauphasen wurden alle Stationen modernisiert sowie barrierefrei und kinderwagentauglich umgebaut, ein neuer Wagenzug installiert und die Beförderungsleistung erhöht.
Im Juli 2019 wurde die Bahn wieder in Vollbetrieb genommen, aber erst am 8. September 2019 offiziell als U-Bahn Serfaus wiedereröffnet.

## Zwischenfall
Am 4. September 2019 kam es am Nachmittag zu einem Erdschluss, worauf die Bahn automatisch eine Vollbremsung durchführte. Einige Passagiere stürzten im Wagen, 13 verletzten sich dabei leicht.